# Омельчук Олександр Олександрович
Олекса́ндр Олекса́ндрович Омельчу́к (18 лютого 1990 — 17 жовтня 2017) — солдат Збройних сил України, учасник російсько-української війни.

## Життєпис
Народився 1990 року в селі Велика Боровиця (Білогірський район, Хмельницька область). 2007 року закінчив 11-річну школу, по тому — Рівненський технічний коледж НУВГП за спеціальностями слюсар контрольно-вимірювальних приладів і автоматизації 3-го розряду й технік-електромеханік. 14 жовтня 2011 року вступив на військову службу за контрактом; солдат, механік-водій 2-го батальйону 128-ї бригади.
На фронті з початку війни, служив у роті матеріального забезпечення. Взимку 2016-го переведений на посаду механіка-водія, в останню ротацію вирушив до зони бойових дій — початку літа 2017 року. Брав участь у боях за Піски.
17 жовтня 2017-го загинув внаслідок вчиненого терористами мінометного обстрілу позицій у Жованці (селище Зайцеве).
20 жовтня 2017 року похований у селі Велика Боровиця.
Без Олександра лишилися батьки, сестра та дідусь.

## Нагороди та вшанування
- Указом Президента України № 12/2018 від 22 січня 2018 року «за особисту мужність і самовіддані дії, виявлені у захисті державного суверенітету та територіальної цілісності України, зразкового виконання військового обов'язку» — нагороджений орденом «За мужність» III ступеня (посмертно)[1]